# 四条大橋

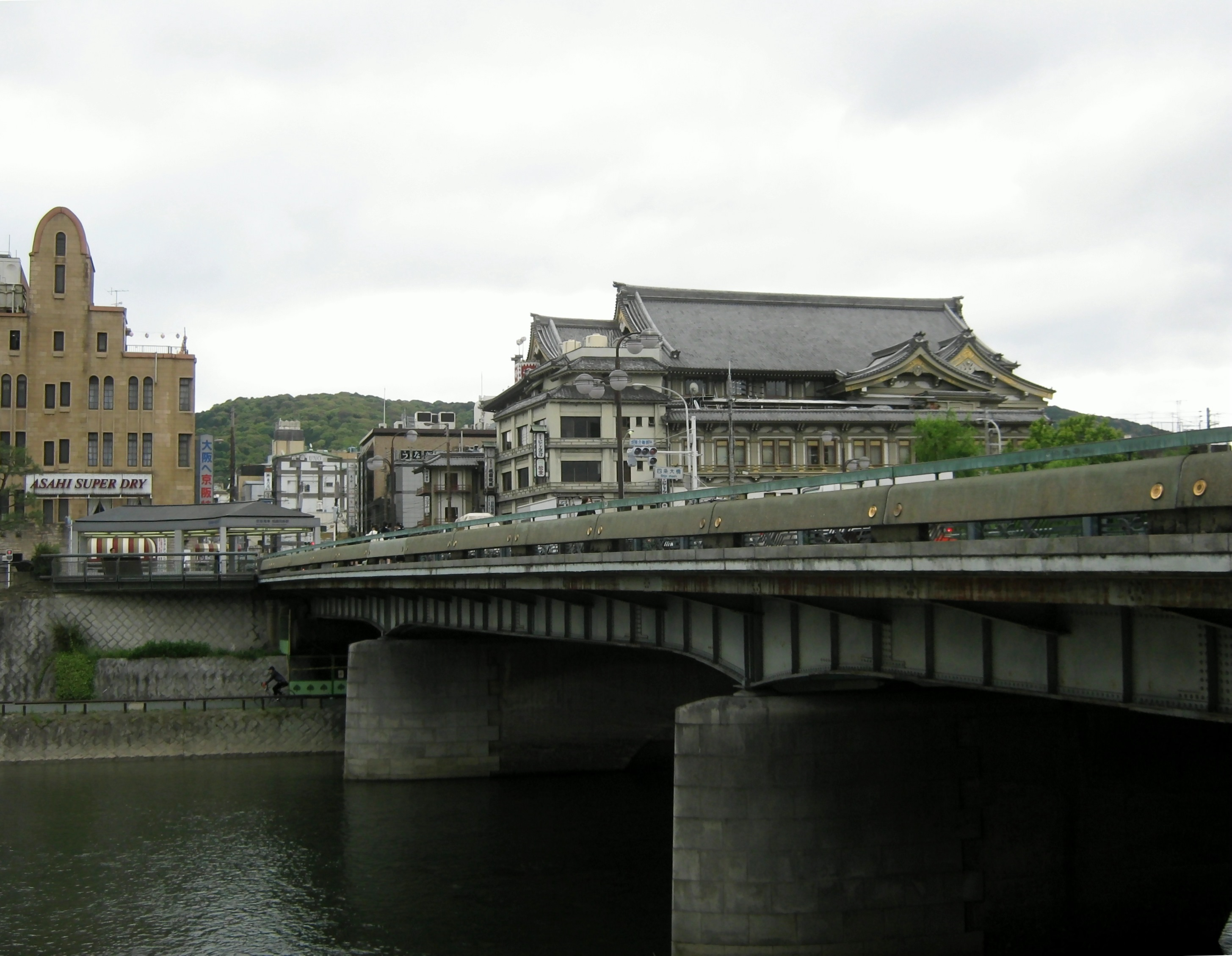
四条大橋、奥は南座

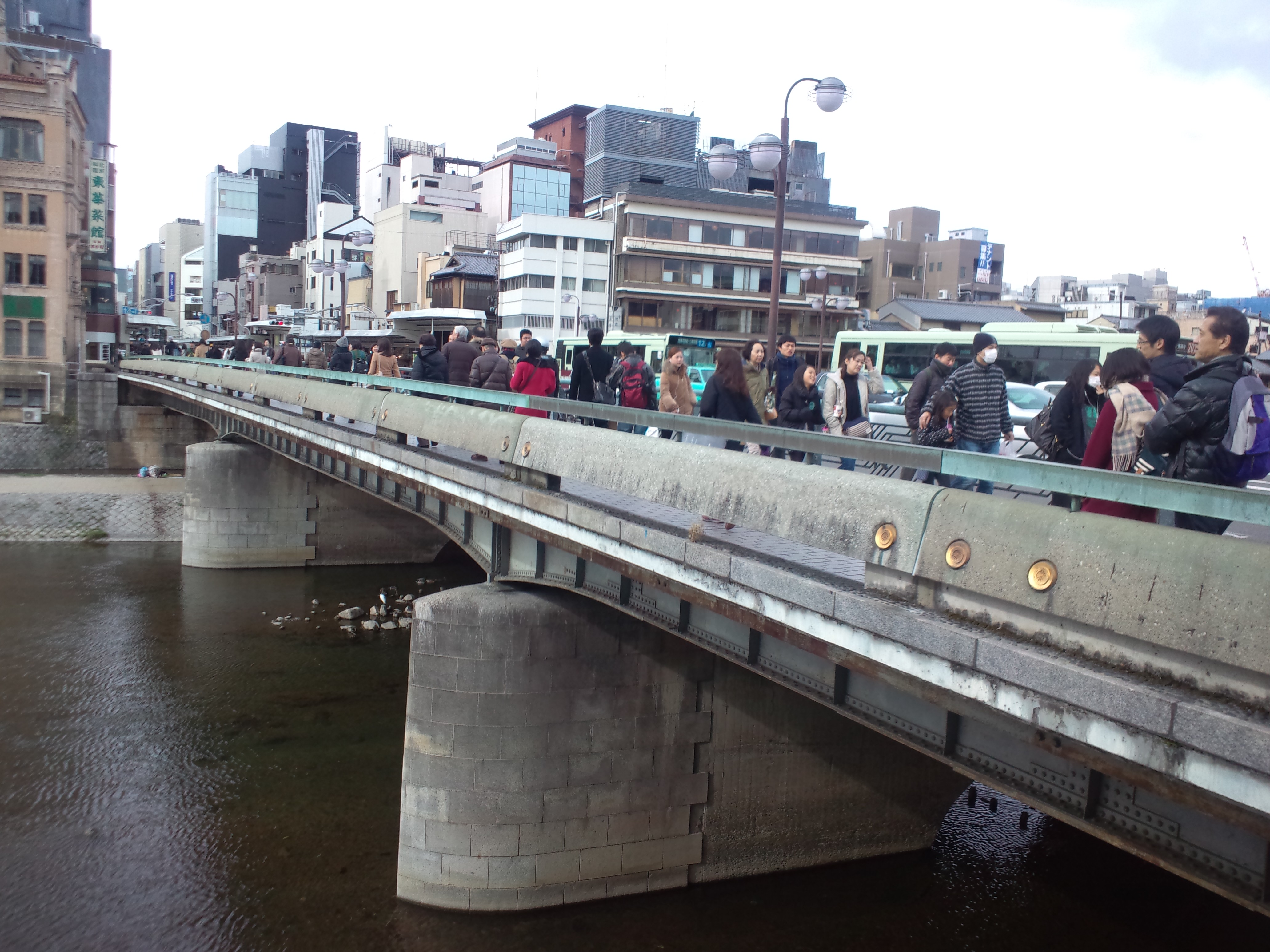
四条大橋、奥の南側には東華菜館と、道路を挟んで北側に先斗町がある。

四条大橋（しじょうおおはし）は、京都市を流れる鴨川に架かる四条通の橋。四条通の東の先は祇園、八坂神社、鴨川西岸には先斗町、四条河原町がある。京都を代表する繁華街を結ぶ橋であることから、人通りが多い。

## 概要
現在の橋は1935年（昭和10年）に発生した京都大水害による被害を受けて1942年（昭和17年）に完成した橋長65m、幅員25.0mの鋼桁橋（鋼連続桁橋）である。川の中に2つの橋脚を持つ。
1965年（昭和40年）には車道の拡幅工事が行われた。片側2車線（東行きは一部右折レーンにより3車線）の車道と、周囲の道路に比べ幅の広い歩道がある。また、1965年の工事で第二次世界大戦中に金属供出のため木製になっていた高欄が付け替えられ、デザインは全国初となる一般公募で行われ応募作品をもとに製作された。高欄は土台には那智玉石が貼り付けられ、本体は白いコンクリート、手すりは金色の青銅鋳物製になっている。また、ボルト隠しも青銅鋳物製で御所車がデザインされている。

## 歴史
八坂神社「社家記録」によれば、四条大橋は1142年（永治2年）、勧進により架けられたという。平安時代末期は行政の機能が低下し、朝廷が造橋所を設けて賦課により架設することが少なくなっていたためである。以後、この橋は度々流失して架け直された。発見されている最古の記録は1228年(安貞2年)で、このとき五条大橋も流されている。1577年（天正5年）の架け替え以降、橋が流されたのは、1676年（延宝4年）、1728年（享保13年）、1778年（安永7年）、1786年（天明6年）、1802年（享和2年）、1846年（弘化3年）、1850年（嘉永3年）、1852年（嘉永5年）である。また、洪水だけでなく延元の乱(建武の乱)でも破壊された。平安時代末期から鎌倉時代にかけては、鴨川の東にある六波羅の交通のため幅の広い橋が架けられていた。近世より前、街道の起点（終点）である三条大橋や五条大橋が官橋であったのに対して、八坂神社への参道である四条大橋は規模が相対的に小さい民橋であったが、江戸時代には三条・五条と共に公儀橋として幕府が管理するようになっていた。

### ラチスガーダー橋（1874年から1911年）
幕末の1856年（安政3年）につくられた42本の石柱を立て板を敷渡した幅3間、長さ50間の橋は1873年（明治6年）の洪水で破壊された。翌年1874年（明治7年）に架け替えられた幅4間の輸入錬鉄ラチスガーダー橋は明治末期まで使用された。架橋費用は16,830円だった。このときは建設費の償還のため通行料をとっていた。

### 鉄筋コンクリートアーチ橋（1913年から1941年）
1908年（明治41年）から開始された京都市三大事業の道路拡築および京都市電敷設の一環として七条大橋と共に架け替えが計画され、構造設計を柴田畦作、橋梁意匠を森山松之助、山口孝吉に依頼した幅12間の鉄筋コンクリートアーチ橋が1911年（明治44年）10月起工、1913年（大正2年）3月20日に竣工した。工事費249,939円。

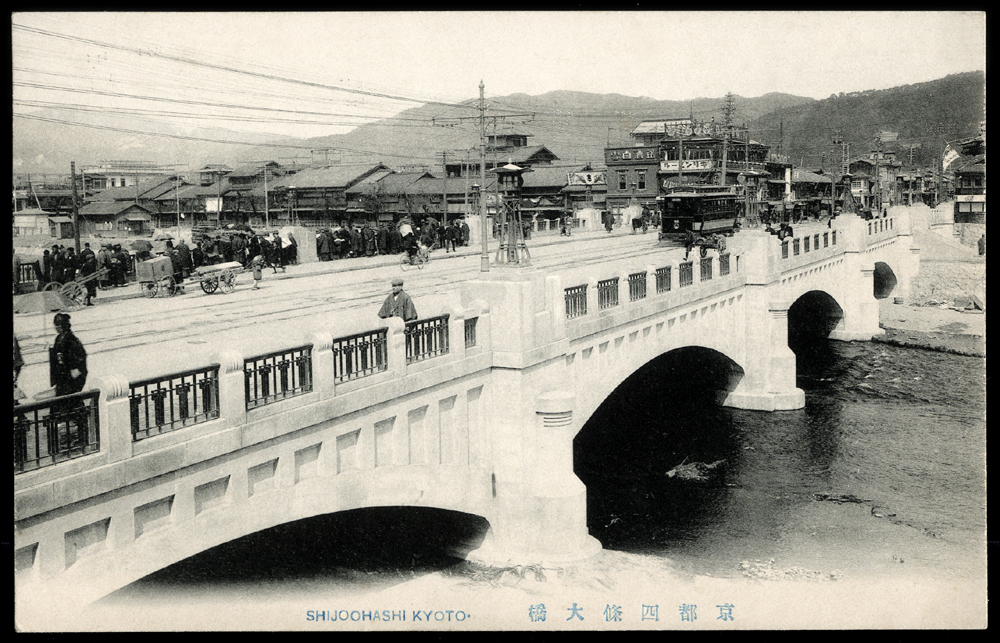
大正時代絵葉書
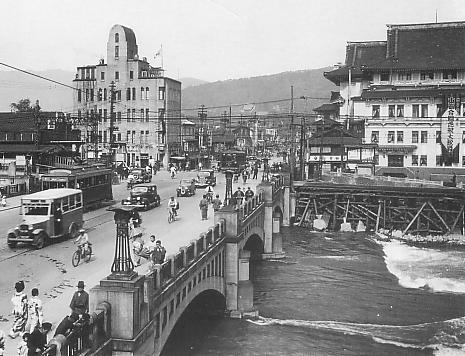
1935年頃
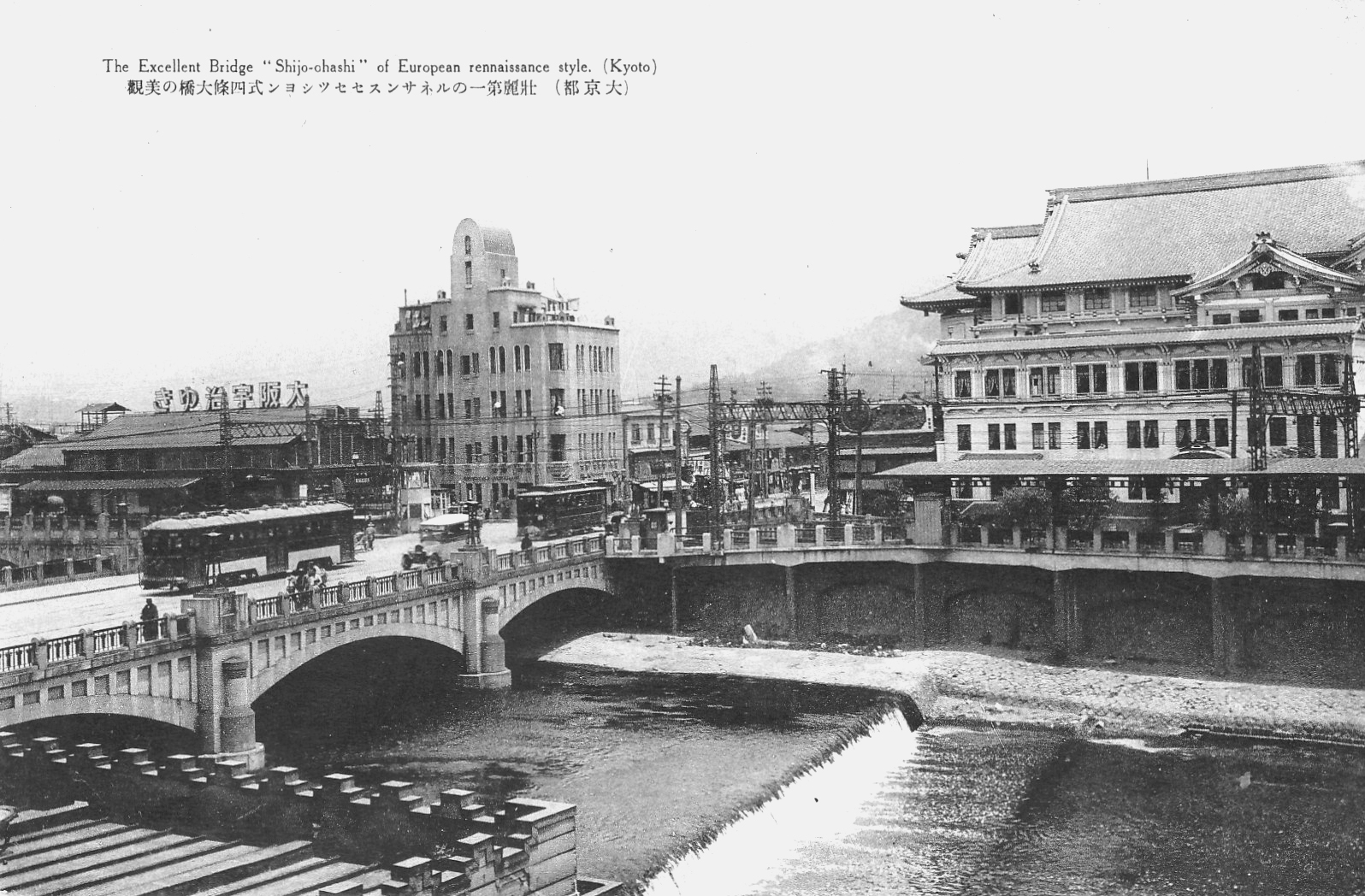
南座が建て替えられているため1929（昭和4）年以降と分かる。旧塗装の500形と初代の市バスが写っている。

### 鋼板桁橋（1942年から）
1935年（昭和10年）6月28日夜から29日午前までに降った四波の豪雨により鴨川計画高水量の2倍近い推定600立米毎秒の土砂混じりの洪水が発生した。上流の構造物が破損・流出し、前年1934年（昭和9年）9月の室戸台風の処理されていなかった倒木も加わって、四条大橋は流木・流材により閉塞、市街地への氾濫を拡大させた。水害後、京都府は計画高水量を650立米毎秒に増加させる計画を立て、河川改修に併せて四条大橋は架け換えられることになった。1941年（昭和16年）に旧橋を撤去、1942年（昭和17年）に現在の鋼板桁橋に架け替えられた。1965年（昭和40年）には高欄部分が新設された。

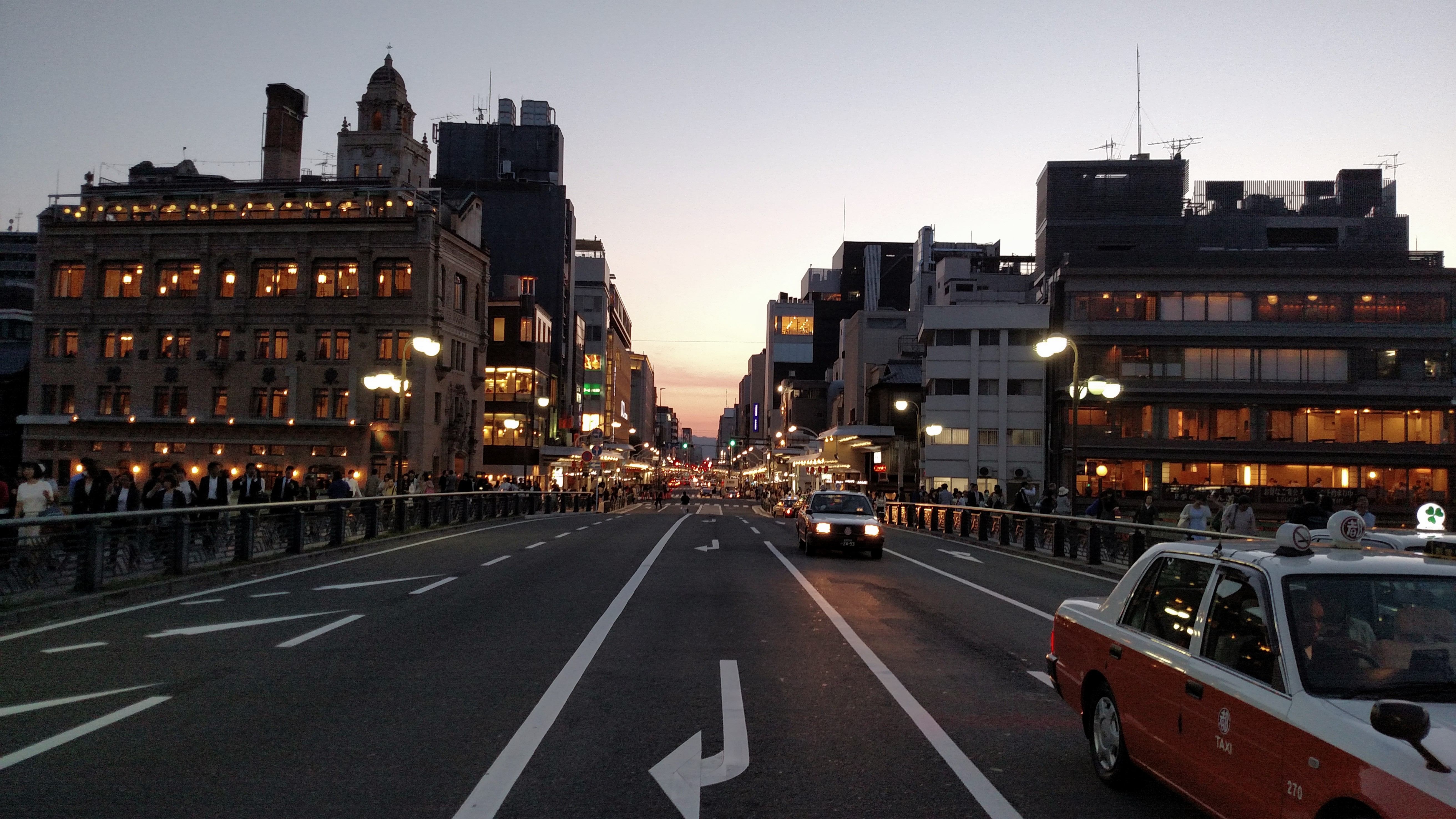
東岸から河原町方面
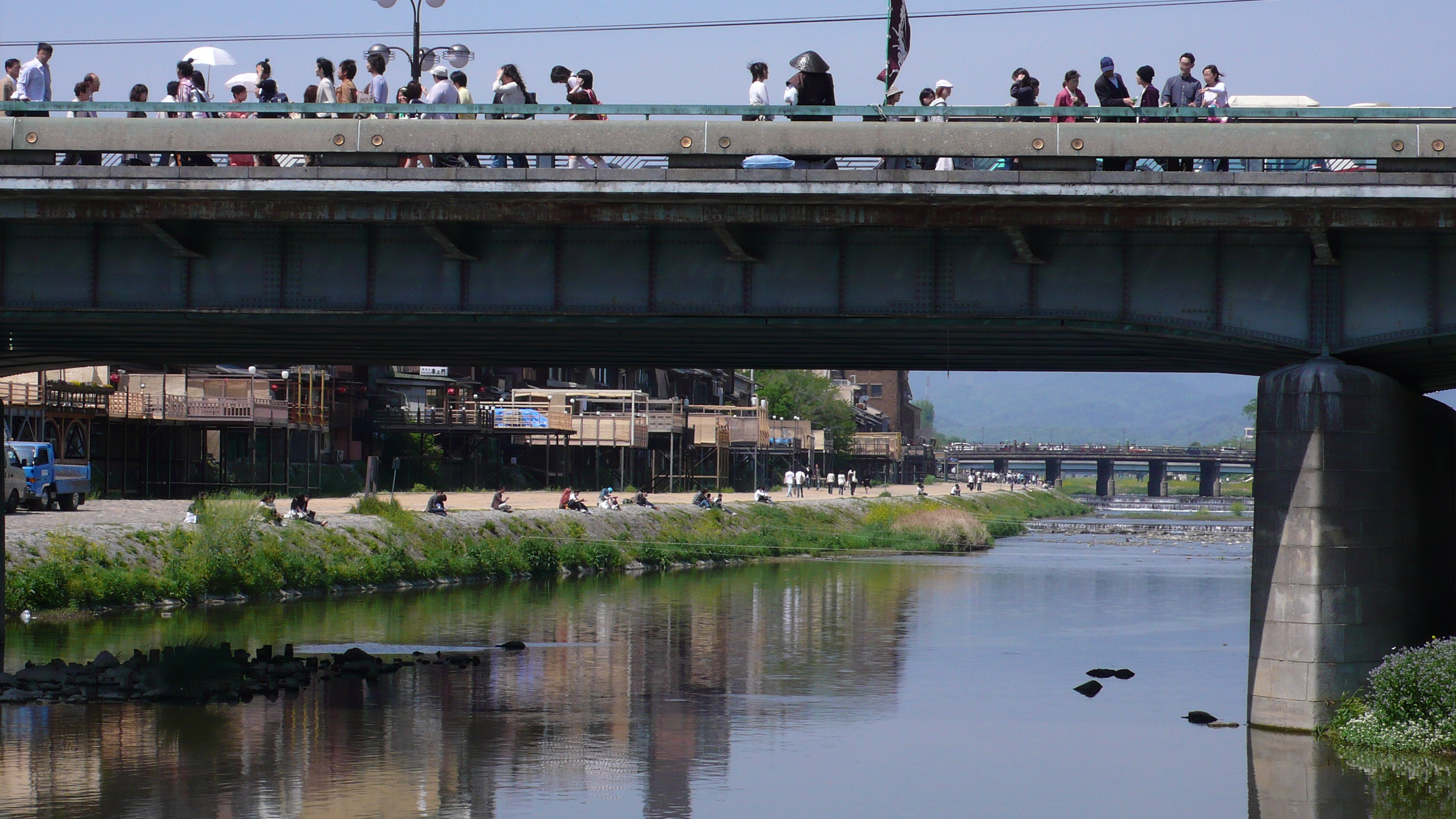
橋脚と桁

## 周辺

出雲阿国の像

東に京阪本線祇園四条駅、西には阪急京都河原町駅がある。橋の東端は川端通との交差点であり、交差点北西角には出雲阿国の像、南東に南座がある。

## 四条大橋が登場する作品
- 『こちら葛飾区亀有公園前派出所』（秋本治）
  - 「古都の走馬灯の巻」（1996年、週刊少年ジャンプ52号掲載・102巻収録）
  - 「京都聖夜の巻」（2007年、週刊少年ジャンプ合併号掲載・156巻収録）

## ギャラリー

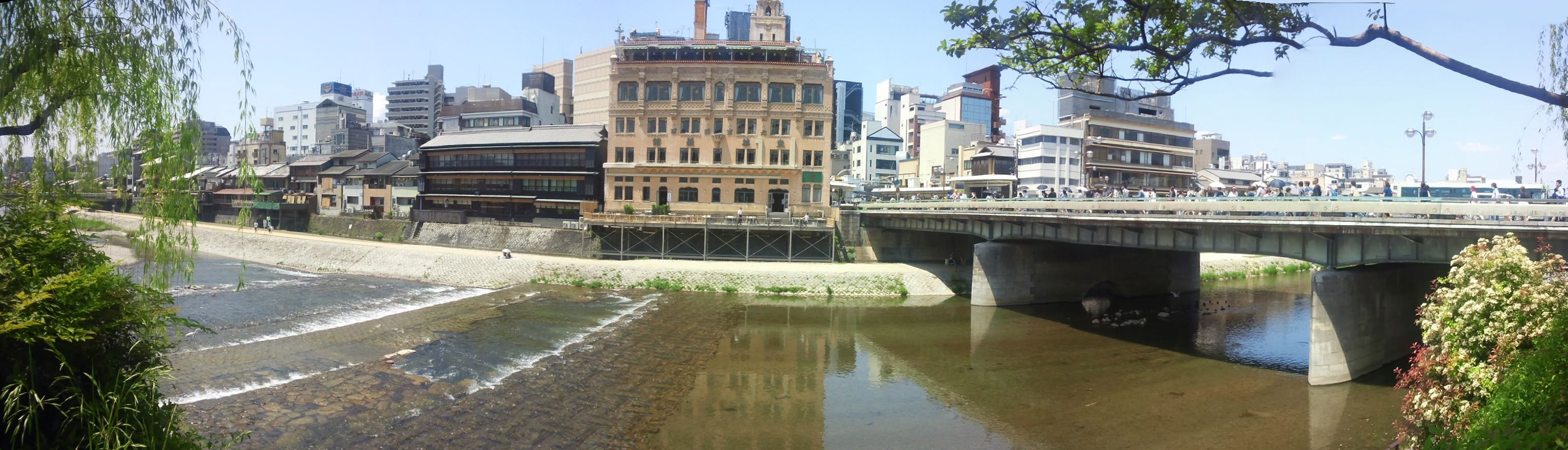
パノラマ写真。京阪・祇園四条駅側から望む。中央は東華菜館ビル。